# 바이겔티사우루스

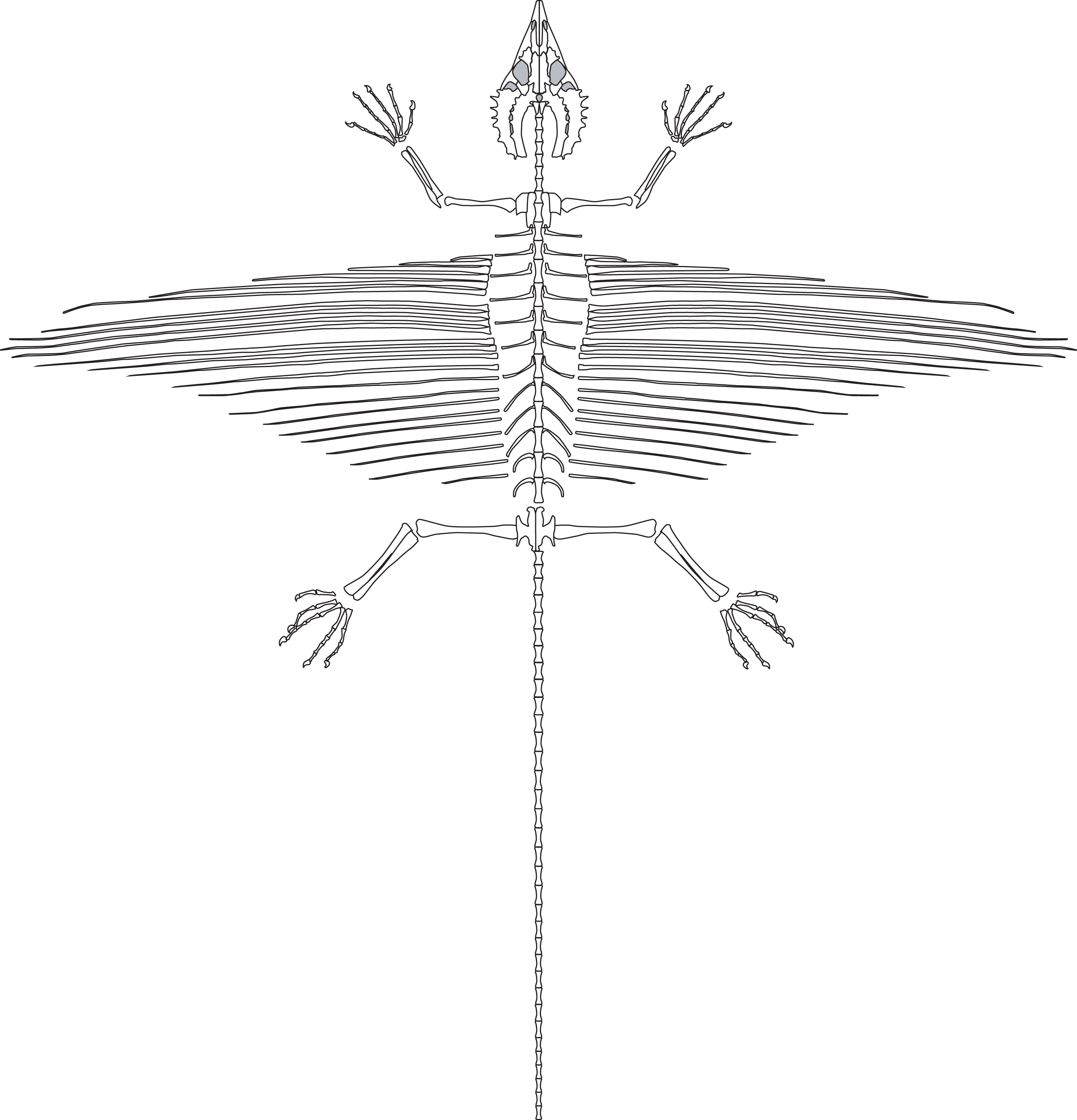

바이겔티사우루스(학명:Weigeltisaurus Jaekeli)는 도마뱀아목에 바이겔티사우루스과에 속하는 도마뱀이다. 지금은 멸종된 동물로 몸길이가 60~80cm인 중형의 몸집을 가진 도마뱀이 된다.

## 특징
바이겔티사우루스는 다른 바이겔티사우루스과처럼 두개골과 아래턱은 뿔과 덩굴로 덮여 있는데 두정골과 편평골 모두에 뿔이 달린 두개골 프릴이 있다. 두정골에 결핵만이 존재하는 코엘루로사우라부스와 글로우룽의 상태와는 대조적이다. 치아는 약간 이질적으로 앞니가 작고 페그처럼 생겼으며, 뒷니는 창 모양이며 재발한다. 손과 발에는 현존하는 수목 도마뱀과 비슷한 긴 팔랑어가 있다. 골격에는 최소 22개의 카우달 척추뼈가 존재하며 후측 카우달 척추뼈는 현존하는 도마뱀의 그것과 유사한 신장된 센트라를 가지고 있다. 바이겔티사우루스의 줄기를 따라 최소 24쌍의 긴수 뼈대가 있다. 그것들은 갈비뼈가 아니라 뚜렷한 뼈들이며 변형된 위궤양(뼈에도 변형되지 않은 위궤양이 존재한다) 또는 새로운 뼈의 오순화를 나타내도록 제안되어 왔다. 여덟 번째 막대가 가장 길다. 양턱에는 톱니 모양의 삼각형 모양을 가진 세렝된 이빨을 가지고 있으며 이를 통해 먹이를 사냥했을 것으로 보인다. 또한 바이겔티사우루스(Weigeltisaurids)의 글라이딩 막은 다른 글라이딩 파충류와는 구별되는데, 이는 신체의 상측면에서 비롯된 변형된 갈비에서 비롯된다. 이와는 대조적으로, 바이겔티사우루스에서는 막대들이 신체의 하부-측면 표면에서 유래한다. 글라이딩 막의 털과 풀림은 복근에 의해 조절되었을 것이다. 보존된 화석은 뼈대가 살아있는 활공 도마뱀의 갈비뼈와 유사하게 높은 유연성을 가지고 있다는 것을 보여준다. 저윙 구성으로 인해 안정감을 높이기 위해 글라이딩 표면을 위쪽으로 꺾었을 가능성이 높다. 살아있는 활공 도마뱀에서는 전림대가 비행 중 막을 움켜쥐고 있는 것으로 밝혀져 전림대가 공기포를 조종한다는 것을 암시하고 있다. 바이겔티사우루스류에도 비슷한 행동이 제안되었다. 코엘루로사우라부스와 다른 멸종된 글라이딩 파충류를 현대 드라코 종과 비교한 2011년의 연구에서 코엘루로사우라부스는 45도 이상의 급강하 각도와 그에 따른 글라이드 당 상당한 높이 하락을 보이는 등 몸집이 커 효율이 떨어지는 글라이더로 밝혀졌다. 쿠퍼시퍼와 이에 상응하는 말 슬레이트(Marl Slate)는 젝슈타인의 일부를 구성하는 해양부대로 고생대의 후기인 페름기에 북유럽에 존재했던 큰 내륙 얕은 바다인 젝슈타인 해의 가장자리에 일련의 암석들이 형성되어 있다. 퇴적 당시에 환경은 반건조적이었던 것으로 평가된다. 젝슈타인의 육지식물은 양치식물들이 지배하고 있는데, 종자 양치류도 흔하고 태엽류, 은행류, 태엽식물도 드물다. 쿠페르시페르와 저제크슈타인에서 발견된 다른 육상 척추동물로는 동료 바이겔티사우루스 글라우룽, 초기 대퇴동형 프로토로모사우루스, 파리아사우루스, 파라사우루스, 시노돈, 프로시노수스쿠스, 그리고 불확실한 캡토리니이드, 다이시노돈트, 반소피드, 템노폰딜스가 있다. 바이겔티사우루스(Weigeltisaurus)는 독일의 후기 페미안 쿠퍼슈페서(Late Permian Kupperschiper)와 영국의 말 슬레이트(Marl Slate)에서 멸종한 바가 있는 종이다. 1930년에 본래 팔래참매레오 재켈리(Palaechamaeleo jaekeli)라고 이름 붙여진 단일 종을 가지고 있으며, 이후 1939년에 와이겔티사우루스 재켈리(Weigeltisaurus jaekeli)라는 이름을 배정받았는데 이럴 때에 팔래오차멜레오가 골몰한 이름이라는 것이 밝혀졌다. 1987년에 에반스와 하우볼드의 리뷰는 나중에 코엘루로사우루스 밑에 있는 바이겔티사우루스 재켈리를 그 속들의 두 번째 종으로 묶었다. 2015년 두개골 형태학의 재평가 연구는 바이겔티사우루스의 유효성을 입증했고 이후 저자들이 이 속들을 사용했다. 다른 바이겔티사우루스류와 마찬가지로 그들은 현존하는 드라코 도마뱀과 비슷하게 글라이딩에 사용되는 막을 지탱하는 데 사용되었을 가능성이 높은 줄기에서 방사되는 뼈처럼 긴 막대기를 가지고 있었다. 바이겔티사우루스 재켈리의 발견된 역사를 보면 첫 번째 유적은 요하네스 바이겔트가 1930년에 독일의 작센안할트의 아이슬레벤 마을 인근 쿠퍼슈페르에서 발견한 표본(SSWG 113/7)에서 설명한 것이다. 이 표본은 1913년에 오토 재켈에 의해 화석상으로부터 구입되었다. 재켈은 그 뼈대를 쿠퍼슈퍼로부터도 알려진 코일라칸투스 쾰라칸투스 그라눌라투스(Coleacantus granulatus)의 카우달 지느러미라고 여겼기 때문에, 그 뼈대들을 노출시키기 위해 봉들을 따로 준비해 두었다. 요하네스 위겔트는 이 새로운 종을 제켈을 기리고 카멜레온과 두개골 형태학의 유사성을 언급하면서 팔래오치아마에레오 재켈리로 명명했다. 같은 해 프리드리히 폰 후엔은 이 표본이 마다가스카르의 쿠엘루로사우라부스 엘리벤시스와 유사하다는 점에 주목했는데 1926년에 장 피베토우(Jean Piveteau)가 설명한 바가 있으며 두 동물은 모두 클라이밍 파충류라고 결론지었다. 1939년에 오스카르 쿤은 팔래오치아마에로가 1903년 이미 다른 출판물에 사용되어 왔다는 점에 주목하였고, 바이겔트를 기리기 위해 새로운 속명인 웨이겔티사우루스를 제안하였다. 1976년과 1986년에 만들어진 출판물에서 귄터 슘베르크(Günther Schaumberg)는 독일의 쿠페르슈피에르 출신의 바이겔티사우루스(Weigeltisaurus)의 추가 표본을 설명했는데 그 이유는 이러한 뼈대에도 뼈대가 있다는 사실과 그리고 그 막대들이 표면적으로 쾰라칸트 척추와 비슷할 뿐이라는 사실 때문이었습니다, Schaumberg(1976)는 그들이 그 일부를 대표한다고 주장했다. 동물들은 비행할 수 있는 특성을 골격화하고 구현한다. "...비행 특성에 대한 그것의 기능을 설명하려는 시도를 유발한다." 1979년에 영국 북부의 타이네와 웨어에 있는 헤튼-레 홀 근처의 에플턴 채석장에서 쿠퍼쉐이퍼에 상당하는 단위인 말 슬레이트(Marl Slate)의 일부인 침전물로 표본(TWCMS B5937.1)이 설명되었다. 이 견본은 1982년에 수잔 E. 에반스에 의해 상세한 설명을 제공받았는데 그녀는 출판물에서 쿠엘루사우라부스와 위겔티사우루스를 새로운 계열의 쿠엘루로사우라부대에 넣었다. 1987년에 고생물학자 중에 하나인 에반스와 하우볼드는 위겔티사우루스 재켈리가 쿠엘루사우루스(Coellurosauravus)의 한 종을 대표할 것을 제안했고 1930년에 위겔티사가 바이겔티사우루스 재켈리와 함께 쿠페르시페르시페르에서 유래한 이설된 포스크라니얼 골격에서 서술한 그라실리사우루스 오토에 동의어가 되었다. 2007년에는 샤움베르크, 운윈, 브란트가 파타기움을 펼쳐 접는 메커니즘인 바이겔티사우루스의 새로운 스켈레톤 디테일을 제시하고 토론했으며 라마뼈로 막대기의 얇은 부분을 제시했다.2015년에는 V. V.불라노프 & A.G.센니코프는 두 개의 별도 간행물에서 코엘루로사우라부스 엘리벤시스와 코엘루로사우루스 재켈리를 재탈출하여 일반 분리가 유지되어야 한다고 결론내리면서 바이겔티사우루스를 유효한 속주로 복원하였다. 2021년에 와이겔티사우루스(SMNK-PAL 2882)의 대부분 완전한 표본에 대한 광범위한 설명이 출판되었고 이 표본은 1992년에 작센-안할트의 엘리히 마을 근처에서 수집되었으며 1997년에 사이언스지에 간략히 설명되어 왔다. 표본의 상대방은 개인 소장품이며 연구자가 접근할 수 없다. 먹이로는 당대에 서식했던 곤충, 절지동물, 작은 동물, 무척추동물과 같은 육식성의 먹이와 양치식물과 같은 식물성의 먹이를 모두 섭이했을 잡식성의 도마뱀으로 추정되는 종이다.

## 생존시기와 서식지와 화석의 발견
바이겔티사우루스가 생존하였던 시기는 고생대의 후기인 페름기에서 중생대인 트라이아스기 초기까지로서 지금으로부터 약 2억 9000만년전~2억 2000만년전에 생존했던 종이다. 생존했던 시기에는 주로 유럽을 중심으로 하는 산맥과 같은 숲과 열대우림에서 광범위하게 서식했던 도마뱀이다. 화석의 발견은 1930년에 유럽의 고생대와 중생대에 형성된 지층에서 독일의 고생물학자인 요하네스 바이겔트가 처음으로 화석을 발굴하여 새롭게 명명된 종이다.

## 같이 보기
- 파충류
- 고생대
- 페름기
- 중생대
- 트라이아스기
- 화석